# Annaphila fletcheri
Annaphila fletcheri är en fjärilsart som beskrevs av J.B. Smith 1907. Annaphila fletcheri ingår i släktet Annaphila och familjen nattflyn. Inga underarter finns listade i Catalogue of Life.